# Буря
Вижте пояснителната страница за други значения на Буря.
Бурята е метеорологично явление, свързано със силно раздвижване на атмосферата, засягащо земната повърхност.
То може да включва силен вятър, гръмотевици и светкавици (гръмотевична буря), силни валежи или различни материали, носени от вятъра (пясъчна буря, снежна буря и други).
Строгата метеорологична дефиниция на буря е вятър от 10-а или по-висока степен по скалата на Бофорт, което съответства на скорост на вятъра над 88 km/h (24,5 m/s). Популярната употреба на термина включва и по-слаби ветрове. При скорост от над 32,6 m/s става дума за ураган. Бурята може да има времетраене до 200 часа.
Бурите възникват, когато в система от високо налягане се формира център на ниско налягане. Противоположните сили създават ветрове и довеждат до образуването на облаци.

## Въздействие върху хората
Корабокрушенията са често срещани при преминаването на силни тропически циклони. Такива корабокрушения могат да променят хода на историята, както и да повлияват на изкуството. Ураган помага на испанците да победят французите за контрол над крепостта Каролин, която накрая им спомага да поемат контрола над атлантическото крайбрежие на Северна Америка през 1565 г.
Силните ветрове във всяка буря могат да повредят или да разрушат превозно средство, дом, мост и други обекти, превръщайки свободните отломки в летящи снаряди. Тропичните циклони често прекъсват електрическото захранване към стотици или хиляди души, възпрепятствайки жизненоважната комуникация и спасителни дейности. Тропичните циклони могат да разрушават важни мостове, надлези, пътища, усложнявайки усилията за транспорт на храна, чиста вода и лекарства към бедстващи райони. Освен това, щетите, причинени от тези циклони върху сградите, могат да доведат до значителни икономически загуби за дадена област.
Щормовият прилив (покачването на морското равнище вследствие циклона) обикновено е най-тежкият ефект от тропичните циклони, които преминават от вода към суша, като исторически това довежда до около 90% от всички смъртни случаи, причинени от бурята. Относително бързото повишаване на морското ниво може да навлезе километри във вътрешността и да откъсне пътищата за бягство. Тези приливи, освен че нанасят щети по човешката инфраструктура, те могат да развълнуват водите на крайбрежните естуари, които обикновено са важни места за развъждане на риби.
Мълниите често съпътстват гръмотевичните бури и представляват опасност за хората. Една от най-значимите заплахи представляват мълниите, падащи върху гориста местност, при което могат да пламнат горски пожари. Когато дъждът е слаб, той не може да предотврати пожарите, когато растителността е суха, тъй като мълнията произвежда изключително голяма и концентрирана топлина. В районите с висока честота на удари от мълнии (например Флорида), мълниите причиняват по няколко смъртни случая на година – най-вече хора, работещи навън.
Валежите с ниско pH, познати като киселинен дъжд, също са опасност, създавана от мълниите. Азотният моноксид, който се среща по време на гръмотевични бури, се причинява от разделянето на азотните молекули и може да доведе до образуването на киселинен дъжд, когато се свързва с водните молекули във въздуха. Киселинният дъжд може да увреди инфраструктурата, съдържаща калцит или въглерод. В екосистемите, киселинният дъжд може да разгражда тъканите на растенията и да повиши киселинността на водоемите и почвата, довеждайки го измиране на различни земни и морски организми.
Пораженията от градушка по покривите обикновено остават незабелязани, докато не се забележат по-нататъшни структурни щети, като течове и пукнатини. Металните покриви са устойчиви към градушка, но могат да натрупват визуални недостатъци под формата на вдлъбнатини и олющвания на боята. Градушката може причини сериозни вдлъбнатини по автомобилите и дори да им спука стъклените части. В редки случаи, големи парчета градушка могат да причинят мозъчно сътресение. Градушката може да нанесе сериозни поражения по земеделските култури.
Значителните валежи от сняг могат да възпрепятстват обществената инфраструктура и услуги, забавяйки човешката дейност дори в региони, които са свикнали с такова време. Въздушният и наземният транспорт могат да бъдат сериозно забавени или дори изцяло спрени. Снегът като цяло е полезен за земеделието, тъй като служи като топлоизолация, запазвайки топлината на Земята и предпазвайки семената от минусови температури. Някои земеделски райони зависят от натрупването на сняг през зимата, който през пролетта се разтапя, доставяйки вода на растенията.

## На други планети
Бури се срещат и извън Земята. Други планети с достатъчна атмосфера (най-вече газови гиганти) също поддържат бурно време. Голямото червено петно на Юпитер е известен пример за това. Макар технически да е антициклон, той развива по-високи скорости на вятъра от ураган, два пъти по-голям е от Земята и съществува от поне 340 години. Нептун също има свое Голямо тъмно петно.
През септември 1994 г. телескопът Хъбъл заснема бури на Сатурн, образувани от издигането на топъл въздух, по подобие на Земята. Диаметърът на тази буря се равнява на диаметъра на Земята. Бурята е наблюдавана още през септември 1990 г., когато е наречена Драконова буря.
Пясъчните бури на Марс имат различни размери, но често могат да покриват цялата планета. Те обикновено възникват, когато Марс се доближи максимално до Слънцето и повишават температурата на планетата.
Известно е, че поне 2 екзопланети също имат бури: HD 209458 b и HD 80606 b. Първата е открита на 23 юни 2010 г. и има скорост на вятъра от 6200 km/h, а втората има скорост от 17 700 km/h.

## Други
На бурята е наречена улица в квартал „Карпузица“ в София (Карта).